# Maršići
Maršići su naselje u Hrvatskoj u sastavu općine Malinske – Dubašnice. Nalaze se u Primorsko-goranskoj županiji.

## Zemljopis
Nalaze se na otoku Krku. Jugozapadno su Kremenići, Žgombići i Bogovići, zapadno su Malinska i Radići, sjeverozapadno su Sveti Vid-Miholjice, sjeveroistočno su Sršići, istočno je Rasopasno, jugoistočno je Gabonjin.

## Stanovništvo
| broj stanovnika | 33    | 36    | 48    | 48    | 37    | 37    | 36    | 14    | 13    | 4     | 9     |       | 5     | 6     | 10    | 10    | 17    |
|                 | 1857. | 1869. | 1880. | 1890. | 1900. | 1910. | 1921. | 1931. | 1948. | 1953. | 1961. | 1971. | 1981. | 1991. | 2001. | 2011. | 2021. |